# Krybbebiderrem
En krybbebiderrem (på engelsk cribbing-collar eller cribbing strap) er en anordning beregnet til at spænde om den øverste del af halsen på heste, der krybbebider. Remmen består typisk af en indspændingsrem og en faconformet metalbøjle med hængselled.
Krybbebiderremmens formål er at stramme om svælget og de muskler, der anvendes til krybbebidning, for at forhindre den stereotype adfærd. Krybbebiderremmen fjerner imidlertid ikke årsagen til problemet.

## Hvad siger Dyrenes Beskyttelse?
Dyrenes Beskyttelse oplyser om stereotypier, at det hverken er effektivt eller udtryk for dyrevelfærd at forhindre hesten i at udføre selve stereotypien ved at påføre den smerte eller ubehag, når stereotypien udføres.
Brug af krybbebiderem vil altså fjerne hestens mulighed for at lindre sine smerter eller ubehag. 
Krybbebiderremmen er med til at skjule et underliggende problem, som hesteejer bør afhjælpe.

## Jura
I 2006 fandt Justitsministeriets arbejdsgruppe om hold af heste, at brugen af krybbebiderrem er diskutabel, idet der er andre tiltag, der kan minimere krybbebidning.
Bekendtgørelse af lov om hold af heste nævner dog ikke specifikt krybbebiderremmen, men indeholder en paragraf om udstyr, hvor der fremgår:
| Citat                                         | Udstyr, som anvendes som hjælpemidler på heste, skal være tilpasset den enkelte hest og må ikke påføre hesten skader eller anvendes som tvangsmidler. | Citat |
| Bekendtgørelse af lov om hold af heste. § 26. | |       |

Og i "Bekendtgørelse af dyreværnsloven" står der:
§ 1. Dyr skal behandles forsvarligt og beskyttes bedst muligt mod smerte, lidelse, angst, varigt men og væsentlig ulempe.
§ 2. Enhver, der holder dyr, skal sørge for, at de behandles omsorgsfuldt, herunder at de huses, fodres, vandes og passes under hensyntagen til deres fysiologiske, adfærdsmæssige og sundhedsmæssige behov i overensstemmelse med anerkendte praktiske og videnskabelige erfaringer.

## Hvad siger forskerne?
Holdningen til krybbebiderremmen og andre fysiske midler har ændret sig i takt med, at forskningen i årsagssammenhæng ved krybbebidning blev kendt. Allerede i 1990'erne mente mange forskere, at der i den daglige håndtering af krybbebidende heste bør fokuseres på årsagen til krybbebidning frem for at benytte fysiske midler i forsøget på at forhindre selve krybbebidningsadfærden.

## Andre muligheder
- Syreneutraliserende foder.[6][7][8]
- Syreneutraliserende fodertilskud.[9]
- En bedre fodersammensætning.[7][8][10][5]
- Mere strukturfoder.[7][8][10][5]
- Mere tid på folden, hvor hesten kan græsse sammen med andre heste.[7][10][5]